# Marco Pannella
Marco Pannella, właśc. Giacinto Pannella (ur. 2 maja 1930 w Teramo, zm. 19 maja 2016 w Rzymie) – włoski polityk, prawnik i aktywista społeczny, wieloletni lider włoskiego ruchu radykalnego, poseł do Izby Deputowanych, eurodeputowany I, II, III, IV, V i VI kadencji.

## Życiorys
Urodził się 2 maja 1930 w Teramo w regionie Abruzja w centralnej części Półwyspu Apenińskiego jako syn Włocha i Szwajcarki. W 1955 ukończył studia prawnicze na Uniwersytecie w Urbino.
Początkowo związany z Włoską Partią Liberalną. W wieku 24 lat założył Partię Radykalną. Od tego czasu należał do głównych przywódców tzw. ruchu radykalnego, głoszącego hasła pacyfistyczne, libertyńskie i antyklerykalne, a także odwołującego się do postulowanego przez Mahatmę Gandhiego odrzucenia przemocy.
Wspólnie ze swoimi współpracownikami (m.in. Emmą Bonino), przeprowadzał szereg zagranicznych kampanii i akcji na rzecz praw człowieka, upowszechniania legalizacji rozwodów i eutanazji, środków odurzających, znoszenia kary śmierci (prowadził głodówkę po wyroku na Saddama Husajna).
Między 1976 a 1987 był wybierany do Izby Deputowanych VII, VIII, IX i X kadencji, każdorazowo rezygnując z mandatu w trakcie kadencji. W okresie 1979–1996 pełnił funkcję deputowanego do Parlamentu Europejskiego czterech kadencji. W latach 1982–1984 zajmował stanowisko wiceprzewodniczącego Komisji ds. Instytucjonalnych.
Po rozwiązaniu Partii Radykalnej od końca lat 80. współtworzył kolejne listy wyborcze skupiające działaczy tego ruchu, często sygnowane jego nazwiskiem. W 1994 poparł przystąpienie radykałów do centroprawicowej koalicji Silvia Berlusconiego w okresie jego pierwszego rządu. W 1999 i 2004 ponownie był wybierany w skład Parlamentu Europejskiego z listy wyborczej Emmy Bonino. Był jednym z przywódców nowej partii radykałów pod nazwą Włoscy Radykałowie. W 2009 nie odnowił mandatu europosła.

## Odznaczenia
- Order Księcia Branimira (Chorwacja, 2002)[6]